# Neal Arden
Neal Arden (27 de diciembre de 1909 – 4 de junio de 2014) fue un actor y escritor inglés. 

## Biografía
Su verdadero nombre era Arthur Neal Aiston, y nació en el barrio londinense de Fulham, Inglaterra. En 1928, Arden se mudó a Rodesia del Sur y sirvió en la Policía Británica de Sudáfrica (BSAP). Dos años después volvió a Gran Bretaña para intentar hacer una carrera como actor. 
Debutó en el cine en 1934 con la cinta Princess Charming. Otras de sus películas fueron  "Pimpernel" Smith (1941), John Wesley (1954) y The Shakedown (1959).
También fue actor televisivo, actuando en series como Ivanhoe y Z Cars. Su papel más destacado llegó en el show radiofónico de la BBC Housewives' Choice, con el cual colaboró a lo largo de 20 años a partir de 1946. Su última actuación llegó en 1977.
Además de actuar, Arden escribió teatro y canciones, y en 2005 publicó su autobiografía titulada A Man of Many Parts. En el año 2003 se retiró a vivir a East Anglia con su esposa Julia Byfield.
Neal Arden falleció en 2014 en Huntingdon, Inglaterra, a los 104 años de edad.

## Filmografía (selección)
- 1934 : Princess Charming
- 1935 : The Public Life of Henry the Ninth
- 1936 : Nothing Like Publicity
- 1938 : Life of St. Paul
- 1939 : The Four Just Men
- 1941 : "Pimpernel" Smith
- 1942 : The Young Mr. Pitt
- 1949 : Train of Events
- 1953 : The Straw Man
- 1954 : John Wesley
- 1954 : Souls in Conflict
- 1958 : The Man Who Wouldn't Talk
- 1959 : The Giant Behemoth
- 1960 : The Shakedown
- 1961 : The Frightened City
- 1964 : The Third Secret
- 1964 : Night Train to Paris
- 1964 : Delayed Flight
- 1969 : The Assassination Bureau
- 1969 : The Best House in London